# Tour de Corse

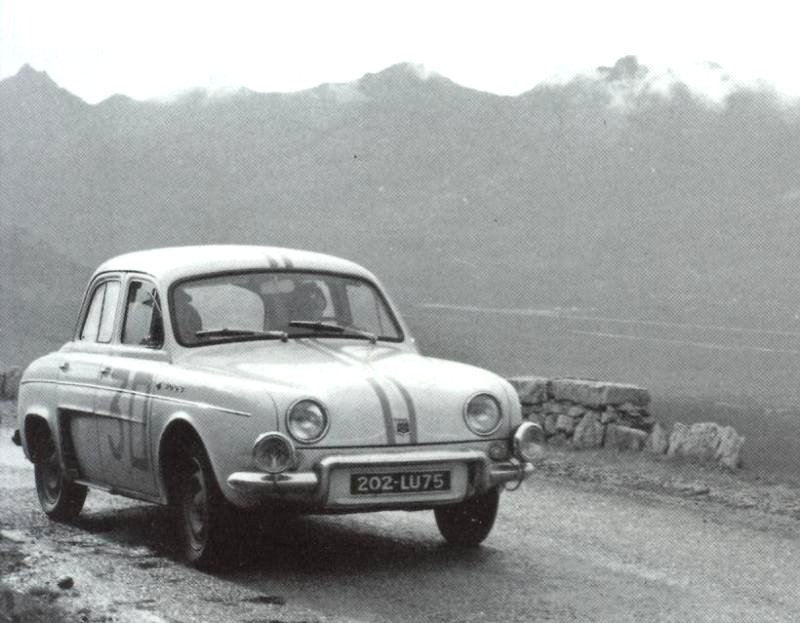
Un'immagine dell'edizione del Rally di Corsica nel 1962.

Il Rally di Corsica è un rally fondato nel 1956 in Corsica. È stata una gara valevole per l'assegnazione del World Rally Championship dall'inizio della competizione nel 1973 fino al 2008; dal 2010 è stato sostituito dal Rally d'Alsazia. È tornato a far parte del calendario mondiale dal 2015 al 2019.

## Storia
Il nome "Tour de Corse" si riferisce al fatto che nelle prime edizioni esso si svolgeva lungo le coste dell'isola; oggi si svolge nelle strade intorno ad Ajaccio. Si svolge su strade asfaltate, ed è conosciuto come “Rally delle 10.000 curve” a causa dei continui tornanti esistenti sulle strade di montagna del suo tracciato.
Diversi piloti sono morti sul suo tracciato. Attilio Bettega, alla guida di una Lancia Rally 037, morì nel corso della quarta prova speciale del rally del 1985, Zérubia-Santa Giulia. Nel rally del 1986, esattamente un anno dopo, Henri Toivonen ed il suo navigatore Sergio Cresto, morirono nella Lancia Delta S4 durante la diciottesima tappa, Corte-Taverna.
La prima edizione del rally venne vinta dalla pilota belga Gilberte Thirion su Renault Dauphine. Due piloti hanno vinto la gara sei volte: Bernard Darniche (1970, 1975, 1977, 1978, 1979 e 1981) e Didier Auriol (1988, 1989, 1990, 1992, 1994 e 1995). Gli unici piloti, non francesi, a vincere più di una volta la gara sono stati: Sandro Munari, Markku Alén e Colin McRae.

## Albo d'oro
| Anno | Evento                                 | Pilota              | co-pilota                      | Auto                         | Validità                  |
| ---- | -------------------------------------- | ------------------- | ------------------------------ | ---------------------------- | ------------------------- |
| 2019 | 62ème Tour de Corse - Rallye de France | Thierry Neuville    | Nicolas Gilsoul                | Hyundai i20 Coupe WRC        | WRC                       |
| 2018 | 61ème Tour de Corse - Rallye de France | Sébastien Ogier     | Julien Ingrassia               | Ford Fiesta WRC              | WRC                       |
| 2017 | 60ème Tour de Corse – Rallye de France | Thierry Neuville    | Nicolas Gilsoul                | Hyundai i20 Coupe WRC        | WRC                       |
| 2016 | 59ème Tour de Corse – Rallye de France | Sébastien Ogier     | Julien Ingrassia               | Volkswagen Polo R WRC        | WRC                       |
| 2015 | 58ème Tour de Corse – Rallye de France | Jari-Matti Latvala  | Miikka Anttila                 | Volkswagen Polo R WRC        | WRC                       |
| 2014 | 57º Giru di Corsica - Tour de Corse    | Stéphane Sarrazin   | Jacques-Julien Renucci         | Ford Fiesta RS WRC           | ERC                       |
| 2013 | 56° Giru di Corsica - Tour de Corse    | Bryan Bouffier      | Xavier Panseri                 | Peugeot 207 S2000            | ERC                       |
| 2012 | 55° Giru di Corsica - Tour de Corse    | Dani Sordo          | Carlos del Barrio              | Mini John Cooper Works S2000 | IRC                       |
| 2011 | 54º Tour de Corse - Rallye de France   | Thierry Neuville    | Nicolas Gilsoul                | Peugeot 207 S2000            | IRC                       |
| 2010 | -                                      | Non disputatosi     | Non disputatosi                | Non disputatosi              | Non disputatosi           |
| 2009 | 53º Tour de Corse - Rallye de France   | Pascal Trojani      | Francis Mazotti                | Peugeot 307 WRC              |                           |
| 2008 | 52º Tour de Corse - Rallye de France   | Sébastien Loeb      | Daniel Elena                   | Citroën C4 WRC               | WRC                       |
| 2007 | 51º Tour de Corse - Rallye de France   | Sébastien Loeb      | Daniel Elena                   | Citroën C4 WRC               | WRC                       |
| 2006 | 50º Tour de Corse - Rallye de France   | Sébastien Loeb      | Daniel Elena                   | Citroën Xsara WRC            | WRC                       |
| 2005 | 49º Tour de Corse - Rallye de France   | Sébastien Loeb      | Daniel Elena                   | Citroën Xsara WRC            | WRC                       |
| 2004 | 48º Tour de Corse - Rallye de France   | Markko Märtin       | Michael Park                   | Ford Focus WRC               | WRC                       |
| 2003 | 47º Tour de Corse - Rallye de France   | Petter Solberg      | Phil Mills                     | Subaru Impreza WRC           | WRC                       |
| 2002 | 46º Tour de Corse - Rallye de France   | Gilles Panizzi      | Hervé Panizzi                  | Peugeot 206 WRC              | WRC                       |
| 2001 | 45º Tour de Corse - Rallye de France   | Jesús Puras         | Marc Martí                     | Citroën Xsara WRC            | WRC                       |
| 2000 | 44º Tour de Corse - Rallye de France   | Gilles Panizzi      | Hervé Panizzi                  | Peugeot 206 WRC              | WRC                       |
| 1999 | 43º Tour de Corse - Rallye de France   | Philippe Bugalski   | Jean-Paul Chiaroni             | Citroën Xsara Kit Car        | WRC                       |
| 1998 | 42º Tour de Corse - Rallye de France   | Colin McRae         | Nicky Grist                    | Subaru Impreza WRC           | WRC                       |
| 1997 | 41º Tour de Corse - Rallye de France   | Colin McRae         | Nicky Grist                    | Subaru Impreza WRC           | WRC                       |
| 1996 | 40º Tour de Corse - Rallye de France   | Philippe Bugalski   | Jean-Paul Chiaroni             | Renault Mégane Maxi          | 2-L WC                    |
| 1995 | 39º Tour de Corse - Rallye de France   | Didier Auriol       | Denis Giraudet                 | Toyota Celica GT-Four        | WRC                       |
| 1994 | 38º Tour de Corse - Rallye de France   | Didier Auriol       | Denis Giraudet                 | Toyota Celica Turbo 4WD      | WRC                       |
| 1993 | 37º Tour de Corse - Rallye de France   | François Delecour   | Daniel Grataloup               | Ford Escort RS Cosworth      | WRC                       |
| 1992 | 36º Tour de Corse - Rallye de France   | Didier Auriol       | Bernard Occelli                | Lancia Delta HF Integrale    | WRC                       |
| 1991 | 35º Tour de Corse - Rallye de France   | Carlos Sainz        | Luis Moya                      | Toyota Celica GT-Four        | WRC                       |
| 1990 | 34º Tour de Corse - Rallye de France   | Didier Auriol       | Bernard Occelli                | Lancia Delta Integrale 16V   | WRC                       |
| 1989 | 33º Tour de Corse - Rallye de France   | Didier Auriol       | Bernard Occelli                | Lancia Delta Integrale       | WRC                       |
| 1988 | 32º Tour de Corse - Rallye de France   | Didier Auriol       | Bernard Occelli                | Ford Sierra RS Cosworth      | WRC                       |
| 1987 | 31º Tour de Corse - Rallye de France   | Bernard Béguin      | Jean-Jacques Lenne             | BMW M3                       | WRC                       |
| 1986 | 30º Tour de Corse - Rallye de France   | Bruno Saby          | Jean-François Fauchille        | Peugeot 205 Turbo 16 E2      | WRC                       |
| 1985 | 29º Tour de Corse - Rallye de France   | Jean Ragnotti       | Pierre Thimonier               | Renault 5 Maxi Turbo         | WRC                       |
| 1984 | 28º Tour de Corse - Rallye de France   | Markku Alén         | Ilkka Kivimäki                 | Lancia Rally 037             | WRC                       |
| 1983 | 27º Tour de Corse - Rallye de France   | Markku Alén         | Ilkka Kivimäki                 | Lancia Rally 037             | WRC                       |
| 1982 | 26º Tour de Corse - Rallye de France   | Jean Ragnotti       | Jean-Marc Andrié               | Renault 5 Turbo              | WRC                       |
| 1981 | 25º Tour de Corse - Rallye de France   | Bernard Darniche    | Alain Mahé                     | Lancia Stratos HF            | WRC                       |
| 1980 | 24º Tour de Corse - Rallye de France   | Jean-Luc Thérier    | Michel Vial                    | Porsche 911 SC               | WRC                       |
| 1979 | 23º Tour de Corse - Rallye de France   | Bernard Darniche    | Alain Mahé                     | Lancia Stratos HF            | WRC                       |
| 1978 | 22º Tour de Corse                      | Bernard Darniche    | Alain Mahé                     | Fiat 131 Abarth              | WRC                       |
| 1977 | 21º Tour de Corse                      | Bernard Darniche    | Alain Mahé                     | Fiat 131 Abarth              | WRC                       |
| 1976 | 20º Tour de Corse                      | Sandro Munari       | Silvio Maiga                   | Lancia Stratos HF            | WRC                       |
| 1975 | 19º Tour de Corse                      | Bernard Darniche    | Alain Mahé                     | Lancia Stratos HF            | WRC                       |
| 1974 | 18º Tour de Corse                      | Jean-Claude Andruet | Michèle 'Biche' Espinosi-Petit | Lancia Stratos HF            | WRC                       |
| 1973 | 17º Tour de Corse                      | Jean-Pierre Nicolas | Michel Vial                    | Alpine-Renault A110 1800     | WRC                       |
| 1972 | 16º Tour de Corse                      | Jean-Claude Andruet | Michèle 'Biche' Espinosi-Petit | Alpine-Renault A110 1800     | ERC                       |
| 1971 | Non disputatosi                        | Non disputatosi     | Non disputatosi                | Non disputatosi              | ERC                       |
| 1970 | 15º Tour de Corse                      | Bernard Darniche    | Bernard Demange                | Alpine-Renault A110 1800     | ERC                       |
| 1969 | 14º Tour de Corse                      | Gérard Larrousse    | Maurice Gelin                  | Porsche 911 R                | Campionato francese rally |
| 1968 | 13º Tour de Corse                      | Jean-Claude Andruet | Maurice Gelin                  | Alpine-Renault A110          | Campionato francese rally |
| 1967 | 12º Tour de Corse                      | Sandro Munari       | Luciano Lombardini             | Lancia Fulvia HF Coupé       | Campionato francese rally |
| 1966 | 11º Tour de Corse                      | Jean-François Piot  | Jean-François Jacob            | Renault 8 Gordini            |                           |
| 1965 | 10º Tour de Corse                      | Pierre Orsini       | Jean-Baptiste Canocini         | Renault 8 Gordini            | Campionato francese rally |
| 1964 | 9º Tour de Corse                       | Jean Vinatier       | Roger Masson                   | Renault 8 Gordini            |                           |
| 1963 | 8º Tour de Corse                       | René Trautmann      | Jean-Claude Ogier              | Citroën DS19                 |                           |
| 1962 | 7º Tour de Corse                       | Pierre Orsini       | Jean-Baptiste Canocini         | Renault Dauphine             |                           |
| 1961 | 6º Tour de Corse                       | René Trautmann      | Jean-Claude Ogier              | Citroën DS19                 |                           |
| 1960 | 5º Tour de Corse                       | Herbert Linge       | Paul-Ernst Strähle             | Porsche SC 90                |                           |
| 1959 | 4º Tour de Corse                       | Pierre Orsini       | Jean-Baptiste Canocini         | Renault Dauphine             |                           |
| 1958 | 3º Tour de Corse                       | Guy Monraisse       | Jacques Feret                  | Renault Dauphine             |                           |
| 1957 | 2º Tour de Corse                       | Michel Nicol        | Roger de la Geneste            | Alfa Romeo Giulietta         |                           |
| 1956 | 1º Tour de Corse                       | Gilberte Thirion    | Nadège Ferrier                 | Renault Dauphine             |                           |

Dal 1996, a seguito della rotazione a cui sono sottoposti gli eventi nel World Rally Championship, il rally è valevole soltanto per il Campionato FIA 2-Litri Costruttori.